# 카타부치 스나오

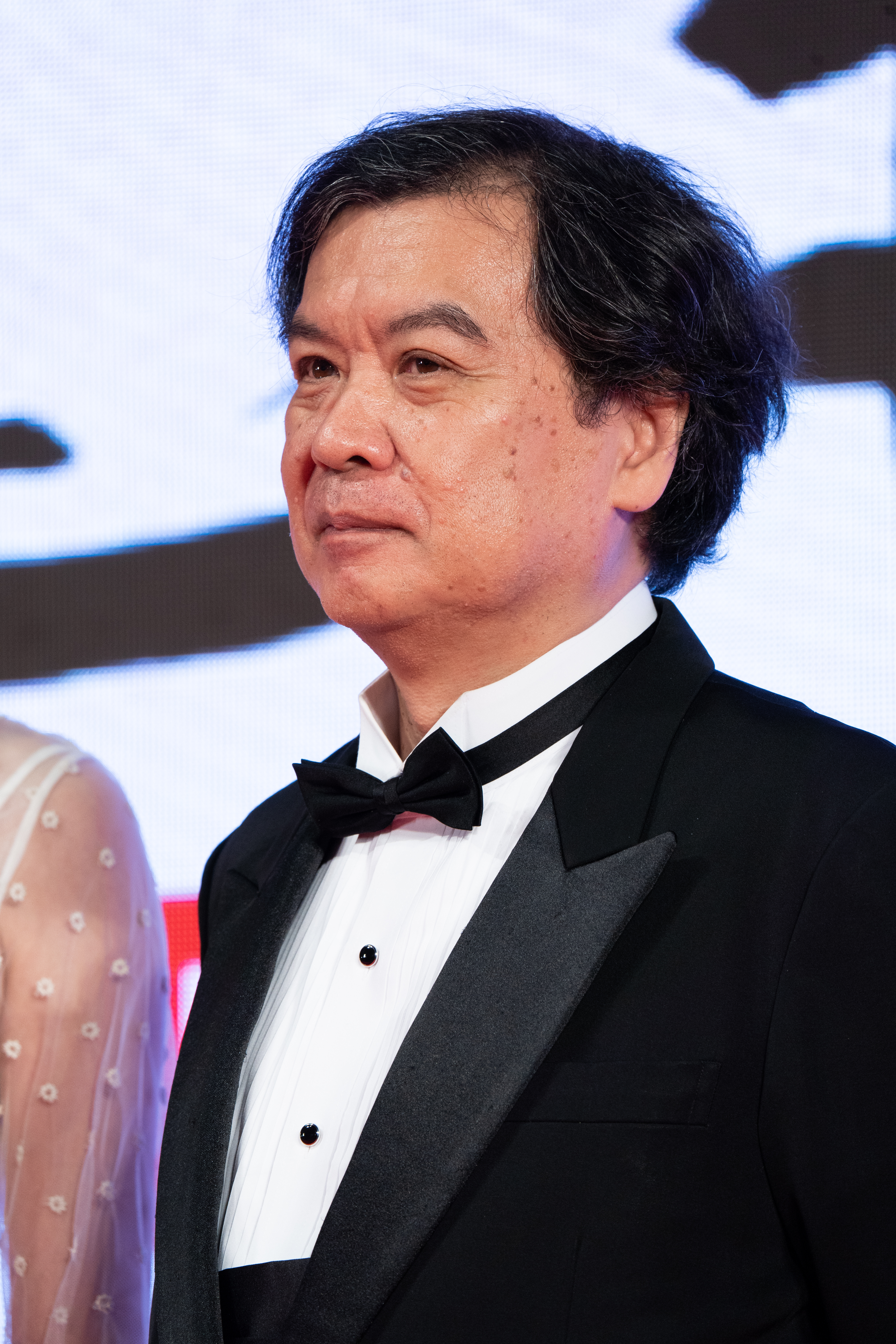

카타부치 스나오 (片淵須直, 1960년 8월 10일 ~ )는 일본의 애니메이션 감독이다. 오사카부 히라카타시 출신.

## 참가 작품

### 영화
- 《아리테 공주》 (2001)
- 《마이 마이 신코 이야기》 (2009)
- 《이 세상의 한구석에》 (2016)

### 방송
- 《명견 래시》 (1996)